# Галицький економічний вісник
«Галицький економічний вісник» — науковий журнал в галузі економічних наук, який видає Тернопільський національний технічний університет імені Івана Пулюя. Заснований у 2004 році. Журнал виходить 6 разів на рік. Приймає до друку наукові праці за напрямами:
- економічна теорія;
- світова економіка та міжнародні економічні відносини;
- мікро- та макроекономіка України;
- фінансово-кредитне забезпечення діяльності господарюючих суб’єктів;
- маркетингові технології підприємств у сучасному науково-технічному середовищі;
- аграрні й екологічні проблеми економіки.

## Редакція
- Роман Рогатинський — головний редактор, д.т.н., проф.
- Роман Федорович — заст. головного редактора, к.е.н, проф.
- Богдана Оксентюк — відповідальний секретар, к.е.н., доц.
- Редакційна колегія: д.т.н., проф. Р. М. Рогатинський (головний редактор), к.е.н, проф. Р. В. Федорович (заст. головного редактора), к.е.н., доц. Б. А. Оксентюк (відповідальний секретар), д.т.н., проф. В. А. Андрійчук, д.е.н., проф. Б. М. Андрушків, д.е.н., проф. З. Ф. Бриндзя, д.е.н., проф. В. М. Вовк, д.е.н., проф. В. І. Гринчуцький, д.е.н., проф. З. В. Гуцайлюк, к.е.н., доц. П. Д. Дудкін, д.е.н., проф. Н. Б. Кирич, д.е.н., проф. В. В. Козюк, к.е.н., доц.  Т. М. Королюк, д.т.н., проф. С. А. Лупенко, к.е.н., доц. О. І. Павликівська, д.е.н., проф. О. В. Панухник, канд. філол. наук, доц. І. Р. Плавуцька, д. держ. упр., проф. М. І. Рудакевич, к.е.н, доц. С. Б. Семенюк, д.е.н., проф. М. М. Шкільняк